# 22148 Франсіслі
22148 Франсіслі (22148 Francislee) — астероїд головного поясу, відкритий 21 листопада 2000 року.
Тіссеранів параметр щодо Юпітера — 3,346.